# تلة زرغة (مازو)
تلة زرغة (بالفارسية: تله‌زرگه) هي قرية تقع في قسم مازو الريفي، بمقاطعة أنديمشك التابعة لمحافظة خوزستان، إيران. يقدر عدد سكانها بـ 304 نسمة حسب الإحصاء السكاني الذي تمّ في عام 2006.